# Betakuiya
Betakuiya – gaun wikas samiti w zachodniej części Nepalu w strefie Lumbini w dystrykcie Rupandehi. Według nepalskiego spisu powszechnego z 2001 roku liczył on 573 gospodarstw domowych i 4630 mieszkańców (2221 kobiet i 2409 mężczyzn).